# Косаку Ямада
Коса́ку Яма́да (яп. 山田耕筰, * 9 червня 1886, Токіо — † 29 грудня 1965, Токіо) — японський композитор і диригент. Професор Токійської музичної академії. Член Японської академії мистецтв (1957). Один із основоположників нового напрямку музичного мистецтва в Японії.
У багатьох західно-європейських довідниках ім'я Косаку Ямада передано як Kósçak Yamada — формою на європейський манер, якою, імовірно, послуговувався сам композитор на Заході. Косаку народився і помер у Токіо.

## Біографічні відомості
Закінчив Токійську музичну академію (навчався в 1904—1908 роках) за спеціальністю «спів», паралельно вивчаючи такі інструменти, як Труба (музичний інструмент), Флейта, Віолончель. Далі, з 1908 по1913 роки здобував музичну освіту в Берлінській вищій музичній школі (нім. Berlin Hochschule), вивчаючи композицію у Макс Брух т, також виїздив на два роки до США (1917—1919), де познайомився з такими провідними музикантами і композиторами, як Чарльз Гріфф, Сергій Прокоф'єв , Лео Орнстайн та інші.
Повертаючись зі США у 1919 році зупинився на 6 днів у Москві, де почув музику Скрябін Олександр Миколайович і познайомився з ним. Зустріч спонукала переосмислити підхід композитора до написання творів, і в результаті з'явився Диптих для Фортепіано «Les poemes a Scriain», який став своєрідним вираженням емоцйного ставлення Косаку до Скрябіна.
1914 року, повернувшись у Токіо, організував філармонічний оркестр та виконував як і твори японських композиторів, так і європейських композиторів.
Ямада став першим диригентом, який виступав за кордоном із виконанням японської музики. Гастролював у європейських країнах (зокрема, 1930 року та 1933 року — в СРСР), у США.
Також великий пласт роботи Косаку як критика — це сотні статей у наукові журнали про композиторів, епохи, жанри, стилі і т. д.
Як один з перших фольклористів збирав та обробляв народні пісні.

## Творчість
Автор шести опер, симфонії, двох симфонічних поем, двох балетних сюїт, оркестрової сюїти, фортепінних мініатюр, багатьох хорів і пісень.
Величезний творчий доробок Ямади включає бл. 1600 музичних творів. І хоча це переважно невеликі за розміром твори (бл. 700 пісень нім. Lieder, написаних спеціально для різних закладів, компаній, населених пунктів тощо), серед них є також і великі — наприклад, його опера Kurofune («Чорні кораблі») є однією з найвідоміших японських опер у світі.
Значні заслуги Ямади і як диригента, адже він ввів у обіг в Японії велику кількість оркестрових музичних творів, чимало з них, в тому числі з Дебюсі, Дворжака, Ґершвіна, Шостаковича, Й. Штрауса, Сібеліуса, Ваґнера, виконавши вперше у Японії.

## Музичні твори
- Reisho, 1909
- Variationen, концерт для фортепіано, 1912
- Ouvertüre D-Dur, увертюра 1912
- Die Herbstfeier, концерт для хору і оркестру, 1912
- Hochzeitsklange, 1913
- Ochitaru tennyo, 1913
- Alladine et Palomides, 1913
- Shichinin no oujo, 1913-16
- Ayame, 1931
- Kurofune, опера, 1940
- Hsiang Fei, 1946
- Karatachi no Hana, концерт для фортепіано.
- Kono michi, концерт для фортепіано.
- Akatombo, концерт для фортепіано.